# Fontenermont
Fontenermont är en kommun i departementet Calvados i regionen Normandie i norra Frankrike. Kommunen ligger i kantonen Saint-Sever-Calvados som ligger i arrondissementet Vire. År 2018 hade Fontenermont 150 invånare.

## Befolkningsutveckling
Antalet invånare i kommunen Fontenermont
Referens: INSEE